# Taxifolina
La taxifolina è un flavanonolo, un tipo di flavonoide. Si può trovare in conifere come il Larice Siberiano, e in specie di cedro come il Cedro dell'Himalaya.